# Wolschheim
Wolschheim település Franciaországban, Bas-Rhin megyében. Lakosainak száma 312 fő (2022. január 1.). Wolschheim Altenheim, Friedolsheim, Furchhausen, Kleingœft, Lochwiller, Maennolsheim és Schwenheim községekkel határos.

## Népesség
A település népessége az elmúlt években az alábbi módon változott:
| Lakosok száma | 312  | 317  | 323  | 320  | 321  | 317  | 317  | 313  | 312  |
|               | 2013 | 2015 | 2016 | 2017 | 2018 | 2019 | 2020 | 2021 | 2022 |